# Hoffmaestro & Chraa

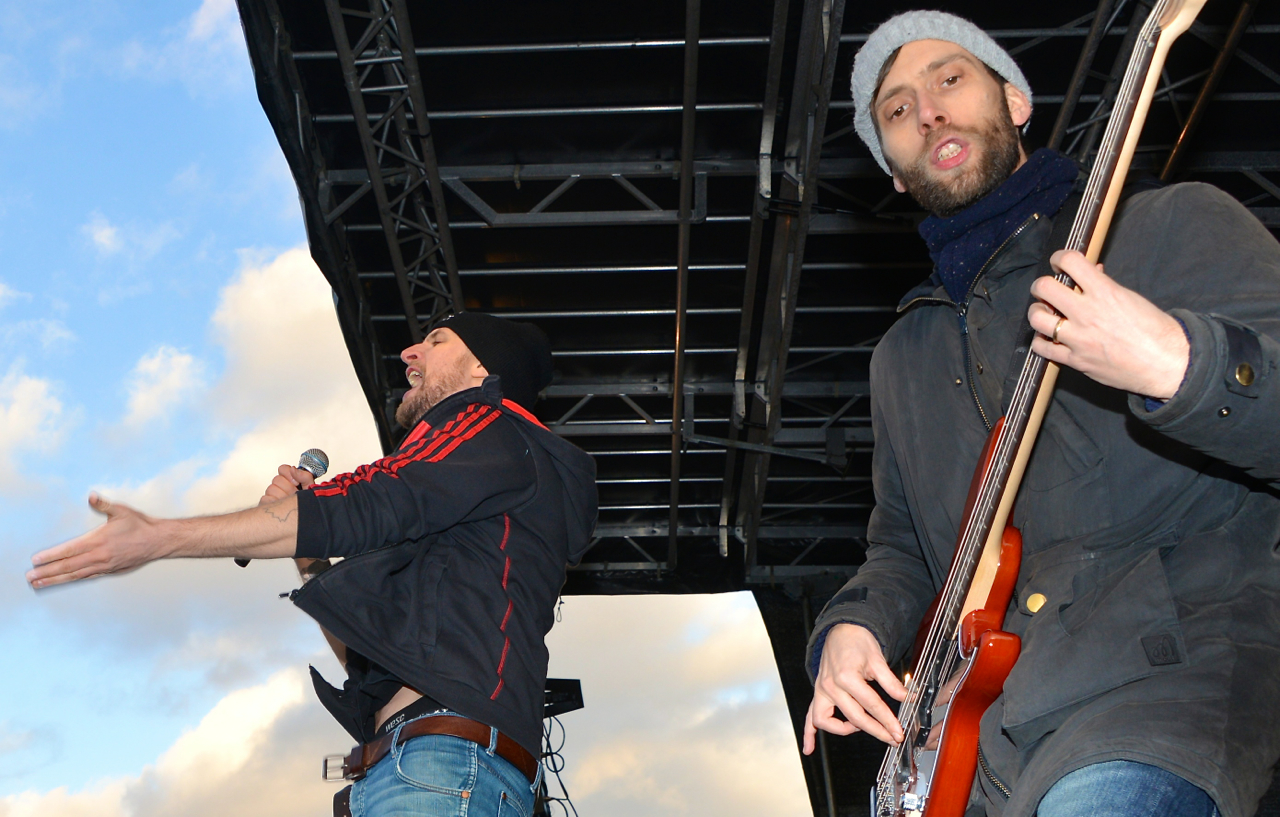
Hoffmaestro under uppträdande vid antirasistdemonstrationen i Kärrtorp 2013.

Hoffmaestro är en svensk musikgrupp från Stockholm.

## Historia
Bandets genombrott kom med generationsfilmen Stockholm Boogie, som gick upp på landets biografer år 2005. De stod själva för manus, regi och inte minst soundtracket, med bland annat ledmotivet ”Desperado”.
Under de påföljande åren släpptes två EP:s och ett fullängdsalbum ”The Storm” under Warner Music. Bandet nominerades av MTV för bästa video 2006 för videon till singeln ”Young dad”.
Låten "Highway Man" släpptes redan 2008, växte sakta i popularitet och nådde sin största framgång under hösten 2010.
”Skank-a-tronic Punkadelica Tour” 2010 inleddes på Globen Annexet i Stockholm och fullängdsalbumet ”Skank-a-tronic punkadelica” släpptes under bandets egen label ”Chraamofon” den 4 oktober 2010 och gick rakt in på Itunes albumlistas förstaplats.
Singeln "Round It Goes" blev en hit på Trackslistan i november 2010 med plats 9 som bästa placering.
Nästa singel blev "Memories In Blue" i mars 2011, gick in på Svensktoppen den 19 juni 2011 där den blev en långliggare till och med 8 januari 2012.
I december 2011 gjorde Hoffmaestro låten "Your Ways" i samarbete med alla som ville vara med och bidra till den. Många bidrag kom in. Detta gjordes i samband med välgörenhetskampanjen Musikhjälpen i Sveriges Radio P3. "Your Ways" släpptes sedan som ett singelspår.
I maj 2013 släpptes "Dreams" som är första singeln till 6-spåriga EP:n City Hut Sessions pt.1 som släpptes 19 juni 2013.
Den 27 september 2019 uppträdde de i Kungsträdgården i Stockholm i samband med de internationella klimatstrejkerna.

## Diskografi
- 2008 – The Storm
- 2010 – Skank-a-tronic Punkadelica
- 2013 – city hut sessions pt.1

Låtlista för The Storm
1. Seize The Day - 3:35
2. Highway man - 3:50
3. The Storm - 4:13
4. Crimson Sky - 3:48
5. Desperado- 3:48
6. So Do You [Slimi Jimi Bubby Boy] - 3:19
7. I'm Not Leaving Now - 4:12
8. New Orleans - 4:20
9. Chraa Indian - 3:04
10. Young Dad - 3:34
11. My Shoes - 3:51
12. Words Come Easy - 3:52
13. We Be Them Boys - 11:05
14. Iko Iko [Mardi Chraa] - 7:32

Låtlista för Skank-a-tronic Punkadelica
1. Skank-a-tronic Punkadelica Intro - 0:22
2. Too Hype For The Radio - 2:42
3. Haters and Critics - 3:48
4. Round It Goes - 3:55
5. Lullaby - 5:04
6. Memories In Blue - 2:27
7. Ibradacadabra - 3:45
8. Skankin' Rave - 3:54
9. Siempre Palante - 3:28
10. Bubbelin Style - 3:06
11. Our Song - 5:06
12. Got Left - 3:30
13. Call It Off - 3:40
14. Eru Beng? - 3:10

Låtlista för City hut sessions pt.1
1. Dreams - 3:50
2. No Hay Banda - 4:11
3. Out Of Luck - 3:53
4. Wasteland - 4:29
5. Words Mean Nothing - 4:22
6. Sliding Away - 3:47